# Natural Bridges National Monument

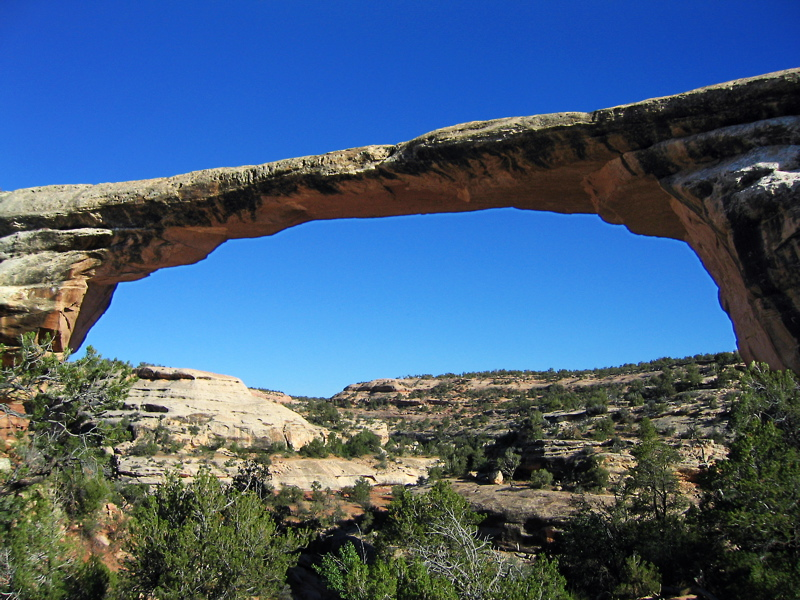
Most Owachomo w Natural Bridges National Monument

Natural Bridges National Monument to amerykański pomnik narodowy, znajdujący się w stanie Utah. Obejmuje ochroną trzy naturalne mosty skalne zbudowane z piaskowca. Mosty powstały na skutek erozji i noszą indiańskie nazwy Kachina, Owachomo i Sipapu. Największy z nich jest Sipapu, który ma około 68,5 metrów szerokości i 44 metry wysokości i jest jednym z największych naturalnych mostów skalnych na świecie. Z kolei rozpiętość mostu Kachina wynosi około 58,5 metra. Wreszcie najmniejszy z nich Owachomo ma rozpiętość około 55 metrów i wysokość 26 metrów.
Park został ustanowiony decyzją prezydenta Theodore'a Roosevelta 16 kwietnia 1908 roku. Granice obszaru znajdującego się pod ochroną kilkakrotnie zmieniano w latach 1909, 1916 oraz 1962. Obecnie zajmuje powierzchnię około 31 km² i jak wiele innych pomników narodowych zarządzany jest przez National Park Service.